# Nieuwerve
Nieuwerve (ook wel Gommerskerke) is een voormalig gehucht en ambachtsheerlijkheid dat lag op het voormalige eiland Walcheren tussen de dorpen Oost-Souburg en Ritthem. In de heerlijkheid stonden een kasteel, een kerk en enkele huizen. Daarnaast was er een motteheuvel (werf), waarnaar ook de naam Nieuwerve verwijst, maar deze is volledig afgegraven.

## Geschiedenis
De eerste bekende vermelding van Nieuwerve stamt uit 1290. In de 13e eeuw werd hier door de toenmalige ambachtsheer een nieuw kasteel gebouwd. Het lag noordoostelijk van een oudere omgrachte motteheuvel. Gezien de naam Gommerskerke werd de kerk gesticht door een ambachtsheer, genaamd Gommert (ook wel; Godmar, oud-vlaams; Goemaere, latijn; Gommarus), waarschijnlijk in de vroege 14e eeuw. De kerk was gewijd aan de Heilige Maagd en viel onder de kerk van West-Souburg. Tussen 1330 en 1547 werd de kerk bediend door een pastoor.
In 1331 had de heerlijkheid van Nieuwerve een grootte van 573 gemeten en in 1332 een grootte van 593 gemeten. De ambachtsheerlijkheid was relatief klein en lag ingeklemd tussen de heerlijkheden van Welzinge, Ritthem, en Oost-Souburg. In 1431 was het 431 gemeten groot.

## Eigenaars
Het wapen van Nieuwerve heeft een sabel (zwarte) achtergrond met daarop een zilveren burchttoren, geflankeerd door een zes puntige gouden ster aan elke zijde. Het vertoont gelijkenis met het wapen van Oost-Souburg, mogelijk was het geslacht van Nieuwerve afkomstig of gerelateerd aan het geslacht van Oost-Souburg.
Omstreeks 1424 was het ambacht in handen van Michiel van Nieuwerve. Hij was in 1399 ook poorter geworden in Middelburg en werd daar in 1423 benoemd tot baljuw en daarnaast in 1418, 1420 en 1434 tot burgemeester. Rond 1445 waren de ambachten Ritthem en Nieuwerve in handen van zijn zonen, Adriaan en Cornelis van Nieuwerve.
Michiel van Wissenkerke, voor 1473 tot ridder geslagen in militaire dienst van Hendrik II van Borselen, kocht rond 1475 het deel van Cornelis die kinderloos was overleden. Hierna werd Van Wissenkerke ook wel Michiel van Nieuwerve genoemd. Hij trouwde met Johanna, een onwettig kind van Hendrik van Borssele. Aan het einde van de 15e eeuw kwam het ambacht Nieuwerve in handen van het geslacht van Bourgondië.
In 1596 werd de helft van het ambacht, inclusief het kasteel, gekocht door de stad Middelburg. In 1607 volgde de aankoop van de andere helft. Het kasteel met drie gemeten land werd al in 1597 verhuurd. Vanaf 1636 werd het kasteel verpacht aan Pieter van der Burcht, secretaris van Middelburg. Na hem werd het verpacht aan Leonard Cats, pensionaris van Middelburg. Na zijn overleden bleef zijn vrouw, Jacomina van Muylwijck het kasteel pachten. Tot 1678 bleef Nieuwerve in bezit van de stad, maar werd tegelijkertijd met veel andere ambachten verkocht. Nieuwerve kwam in handen van Martinus Johannes Veth, op dat moment burgemeester van Middelburg. Daarna kende het ambacht meerdere eigenaren.

## Verdwenen
Tijdens het beleg van Middelburg (1572-1574) werd veel bebouwing op Walcheren verwoest, waaronder de kerk van Nieuwerve. Het werd niet meer herbouwd. Het kasteel bleef bewoond, maar werd rond 1800 gesloopt tijdens de Napoleontische tijd. Ten zuiden van het kasteel werd wel een nieuwe hofstede gebouwd. Aan het einde van de 19e eeuw werd ook de motteheuvel, die toen ongeveer zes meter hoog was, volledig afgegraven. De grond werd onder andere gebruikt om de kasteelgracht te dempen. Hiermee verdwenen de laatste zichtbare restanten van Nieuwerve uit het landschap.
In 1925 werden enkele restanten van de fundering van de kerk en een begraafplaats opgegraven.

## Franse graven
In de zomer van 1809 viel een Engelse vloot met expeditieleger het Franse garnizoen aan op Walcheren. Onderdeel hiervan was de belegering van Vlissingen. De stad werd gebombardeerd door Engelse scheepskanonnen. De stad werd ernstig beschadigd en het leidde tot gewonden en doden. Franse troepen brachten meerdere gewonde soldaten naar de hofstede bij Nieuwerve, waar gewonde soldaten werden verbonden met gescheurde gordijnen. Meerdere soldaten die om het leven kwamen werden naast de motteheuvel begraven.